# Anders Boij
Anders Henriksson Boij, död 1668, var en svensk riksdagsledamot, borgmästare, bruksidkare och handelsman. Han var far till Anton von Boij.

## Biografi
Boij skall enligt traditionen ha varit son till en Henrik Boij, kommendant på en fästning i Skottland. Han påträffas första gången som handlare i Stockholm och blev rådman i staden 1632. 1642 ingick han kompanjonskap med faktorn i Arboga Anders Nilsson, som 1638 anlagt Snavlunda masugn och Kårbergs hammare vid den nyupptäckta Snavlunda gruva. Tillsammans byggde de Stora Lassåna hammare i Ramundeboda socken, Markebäcks masugn i Askersunds socken och Röfors hammare i Ramundeboda socken (kallade Laxå bruk). 1648 löste han ut Anders Nilssons änka ur kompanjonskapet. Han var riksdagsman 1652, 1659-1660 och 1660, byggde Lassåna masugn, en andra hammare vid Stora Lassåna och en knipphammare vid Lassåna masugn. Redan 1647 inhandlade han några skattehemman till brukens drift, men sedan drottning Kristina öppnat upp för frälseköp av hemman upphandlade Anders Boij 32 1/2 mantal att lägga under bergsfrälse, och startade en omfattande kolning på dessa hemman. 1663 blev han ämbetsborgmästare i Stockholm.